# Sodom (album)
Sodom je jedanaesti studijski album istoimenog njemačkog thrash metal sastava. Album je objavljen 21. travnja 2006. godine, a objavila ga je diskografska kuća Steamhammer/SPV.
Tom Angelripper rekao je o imenu albuma: "Svaki sastav mora imati istoimeni album."

## Popis pjesama
Tekstovi i glazba: Sodom. 
| 1.    | »Blood on Your Lips«           | 4:43 |
| 2.    | »Wanted Dead«                  | 3:58 |
| 3.    | »Buried in the Justice Ground« | 3:09 |
| 4.    | »City of God«                  | 4:36 |
| 5.    | »Bibles and Guns«              | 3:32 |
| 6.    | »Axis of Evil«                 | 4:36 |
| 7.    | »Lords of Depravity«           | 2:48 |
| 8.    | »No Captures«                  | 4:47 |
| 9.    | »Lay Down the Law«             | 3:57 |
| 10.   | »Nothing to Regret«            | 2:54 |
| 11.   | »The Enemy Inside«             | 4:06 |
| 43:01 |                                |      |

## Zasluge
- Tom Angelripper – bas-gitara, glavni vokali, tekstovi
- Bernemann – gitara, prateći vokali
- Bobby Schottkowski – bubnjevi, udaraljke

Ostalo osoblje
- Vitali Berlin – omot albuma, dizajn
- Andy Brings – produciranje, miksanje, snimanje
- Achim Köhler – snimanje
- Haan Hartmann – produciranje, miksanje, snimanje
- Eroc – mastering
- Conny Kitscher – dizajn
- Andy Schmidt – fotografija